# Křídlatka
Křídlatka (Reynoutria) je rod rostlin z čeledi rdesnovité, kde je řazena do podčeledě Polygonoideae. Rod zahrnuje dva druhy pocházející z Asie a jeden druh hybridní. Křídlatky jsou vytrvalé rostliny vytvářející bujné porosty a v některých oblastech náležejí mezi invazivní rostliny.

## Zařazení
Od popsání rodu křídlatka došlo více než desetkrát ke změnám v jeho taxonomickém zařazení. Jedna z posledních verzí v roce 1991 zrušila rod křídlatka (Reynoutria) a vřadila ho do rodu opletka (Fallopia), další verze ITIS z roku 2009 dokonce zrušila rody křídlatka i opletka a začlenila je oba do rodu truskavec (Polygonum). Je pouze otázkou času, kdy se nové vědecké pojmenování projeví i v Česku.
V Česku je, až na občasnou zmínku, používáno převážně pojmenování rod Reynoutria, v zahraničí je to různé. Rod Reynoutria do rodu Fallopia zařadili např.:, a do rodu Polygonum:

## Rozšíření
Křídlatka je rostlina mírného pásma a pochází z oblastí východní a severovýchodní Asie, z Japonska, z blízkého ostrova Sachalinu náležejícího Ruské federaci, z Korejského poloostrova a severovýchodních oblastí Číny. Odtud se jako okrasná rostlina parků a zahrad začala pěstovat v Evropě, brzy se ale vymkla kontrole a začala se spontánně šířit. Dnes samovolně roste téměř po celé Evropě a dále v Severní Americe, Austrálii i na Novém Zélandu.
Upřednostňuje vlhké prostředí, toleruje i zastínění, slanost půdy, pH pod 4, suchá období i vysoké teploty. Nejčastěji roste na nízkých narušených březích poblíž vodních ploch nebo toků, mořských pobřeží a v lužních lesích.

## Popis

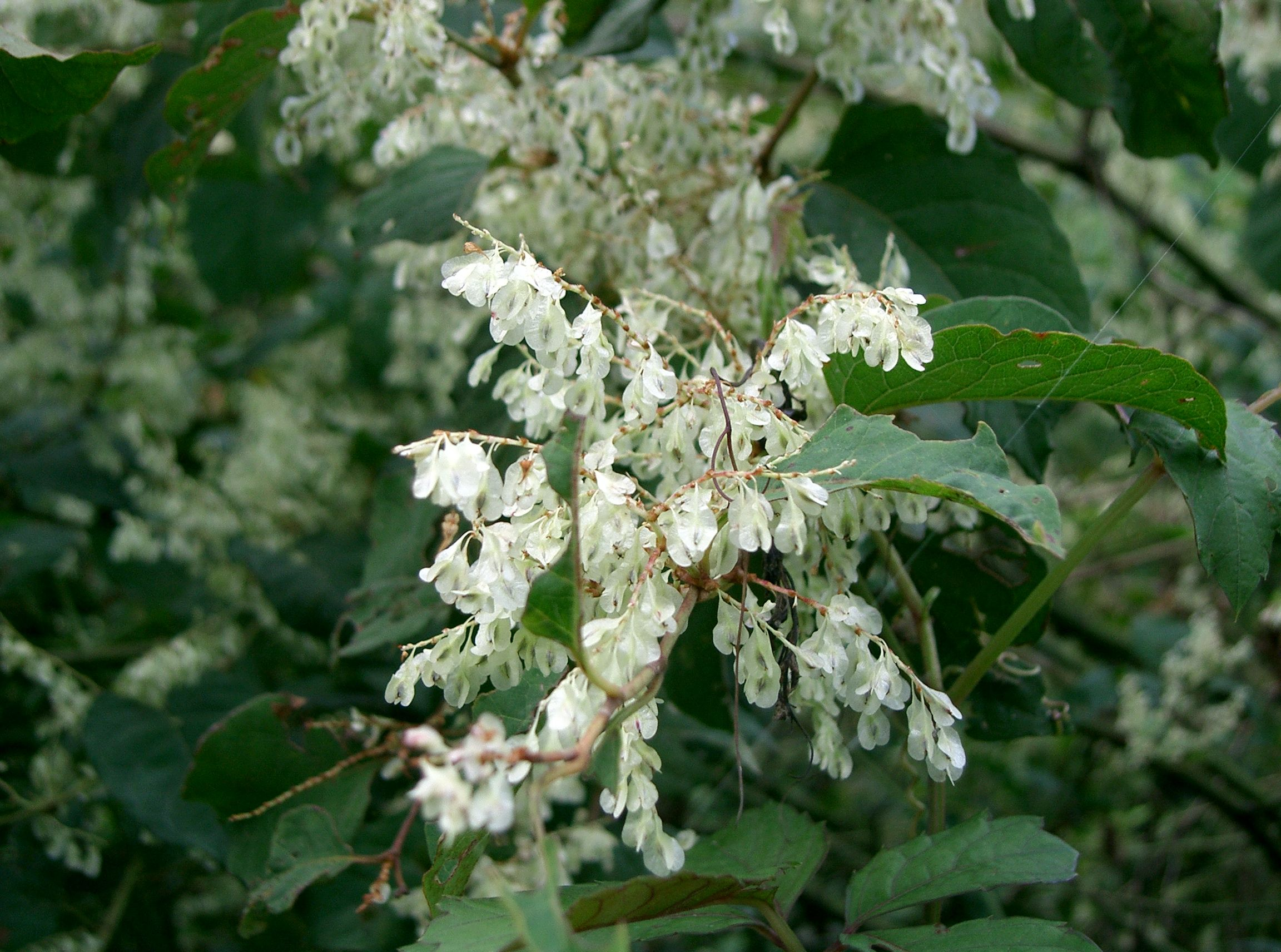
Květenství křídlatky japonské

Je to bylina vytrvalá s lodyhami vysokými až 4 m, které vyrůstají z dlouhých, silně větvených oddenků sahajících do hloubky i 2 m. Lodyhy jsou přímé, duté a křehké, oblé nebo jemně rýhované, v horní polovině větvené. Obrůstá listy s řapíky, jejich celokrajné čepele jsou tvaru vejčitého až podlouhle vejčitého, na bázi jsou srdčité a na vrcholu tupé nebo špičaté, dorůstají do délky až 35 cm a šířky 20 cm, mají vyniklou žilnatinu.
Křídlatka je rostlina dvoudomá s květy vytvářejícími hustý lichoklas. Květenství, úžlabní nebo koncová, jsou uspořádána do lat. Jednopohlavné květy jsou pětičetné, okvětní lístky mají bělavé, žlutavé až zelenavé zbarvení, u samičích květů je vnější okvětí trvalé. Samčí květy mají 8 tyčinek s prašníky, samičí 3 čnělky zakončené třásnitými bliznami. Opylovány jsou hmyzem. Plody jsou vejčité, tříhranné nažky s neopadavými okvětními lístky působícími jako křidélka. Křídlatka je odolná vůči většině živočišných škůdců, houbám i plísním.

## Rozmnožování

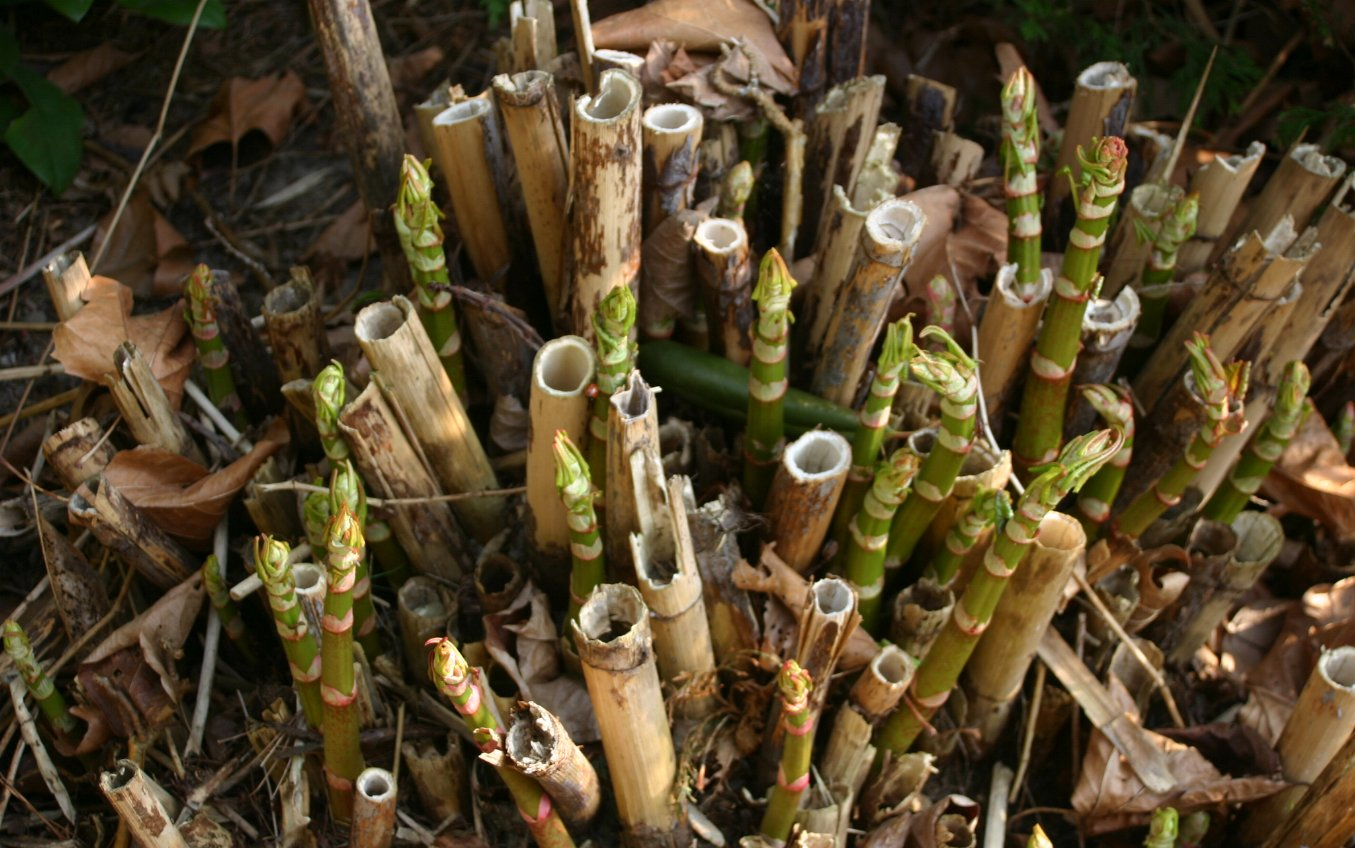
Odřezané duté stonky křídlatky a rostoucí nové výhony

Rostliny se rozmnožují převážně vegetativně oddenky, méně pak generativně semeny, která v našich podmínkách obtížně dozrávají. Pomocí oddenků jsou schopny velice rychle obsadit rozlehlý prostor, spolehlivě se množí i z velmi malých kousků. Oddenky regenerují i z hloubky 1 m. Semen bývá velké množství, a pokud uzrají, podržují si dlouhou klíčivost. Vyrůstají často na březích řek a povodně odnášejí s utrženým kusem břehu i jejich oddenky na veliké vzdálenosti, kde bezpečně zakořeňují.
Mladé rostliny jsou citlivé na mráz, dobře však po omrznutí znovu obrážejí. Mladé prýty vyrážejí koncem dubna a v květnu rostou rychlostí až 4,5 cm za den, což je srovnatelné s bambusem. Vegetační doba trvá okolo 8 měsíců. S příchodem podzimních mrazíků lodyhy odumírají a suché zůstávají stát celou zimu, kterou křídlatka přežívá díky oddenkům hluboko pod povrchem. Při umělém pěstování se doporučuje vysazovat ji, předpěstovanou v kontejneru, v půli května ve sponu 1 rostlina na 1 m².

## Význam

### Škodlivost
V současnosti je křídlatka považována za škodlivou invazivní rostlinu. Rychle se šíří a vytváří husté monokultury, na 1 m² vyroste i přes 200 lodyh, které vytlačují původní vegetaci a zásadně mění podmínky pro přežití volně žijících živočichů. Množství spadaného listí nedovoluje vyklíčit semenům jiných rostlin a příliš okyseluje půdu. Snižuje biodiverzitu členovců a následně i množství obojživelníků, plazů, ptáků i savců, kteří se jimi živí.
Česká republika přistoupila k likvidaci porostů křídlatky hlavně v chráněných územích, obdobně tak činí např. v Německu a Velké Británii. Tato činnost je velice nákladná a zdlouhavá, protože křídlatka má velikou regenerační schopnost. Používají se kombinované způsoby mechanické (orba, kosení) nebo herbicidy, které se však pro úplné vymýcení musejí několikrát ročně po více let po sobě opakovat.

### Užitek

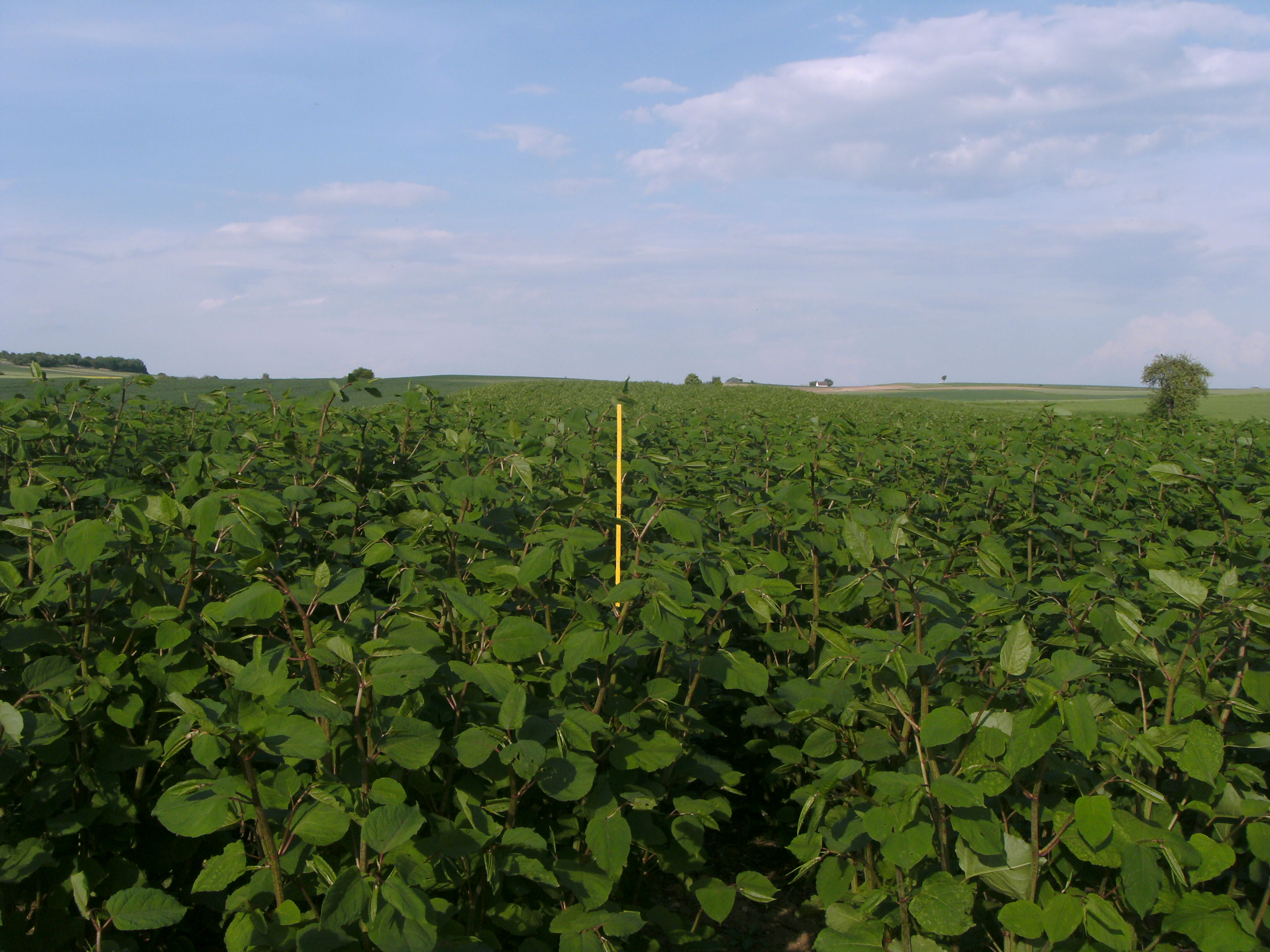
Plantáž s křídlatkou

Křídlatka je ale považována i za perspektivní energetickou plodinu, v mírném pásmu je počínaje třetím rokem po vysazení vůbec nejproduktivnější rostlinou. Dává z 1 ha ročně asi 30 tun suché hmoty. Při průměrné výhřevnosti 17,2 GJ/t lze z 1 ha získat energii 600 GJ, tj. teplo pro roční vytápění asi 6 rodinných domků. Založení takové plantáže stojí okolo 50 000 Kč.
Po sklizení a naštěpkování se suší provětráváním venkovním vzduchem. Po vysušení je možno štěpku spalovat přímo nebo lisovat do briket. Křídlatka se může také zpracovávat na papír nebo izolační materiál.[zdroj⁠?!] Listy obsahují látku, které se využívá k potlačování plísní na jiných rostlinách. Dále má schopnost vstřebávat z půdy těžké kovy (např. As, Co, Cr, Hg, Mn, Pb), které lze při jejím spalování zachytit filtrací. Křídlatku je možné zkrmovat jako doplňkové krmivo (např. pro králíky), mladé výhonky lze používat v kuchyni, a protože občas vykvétá na podzim podruhé, může zlepšit kondici včel před zimou.

## Taxonomie

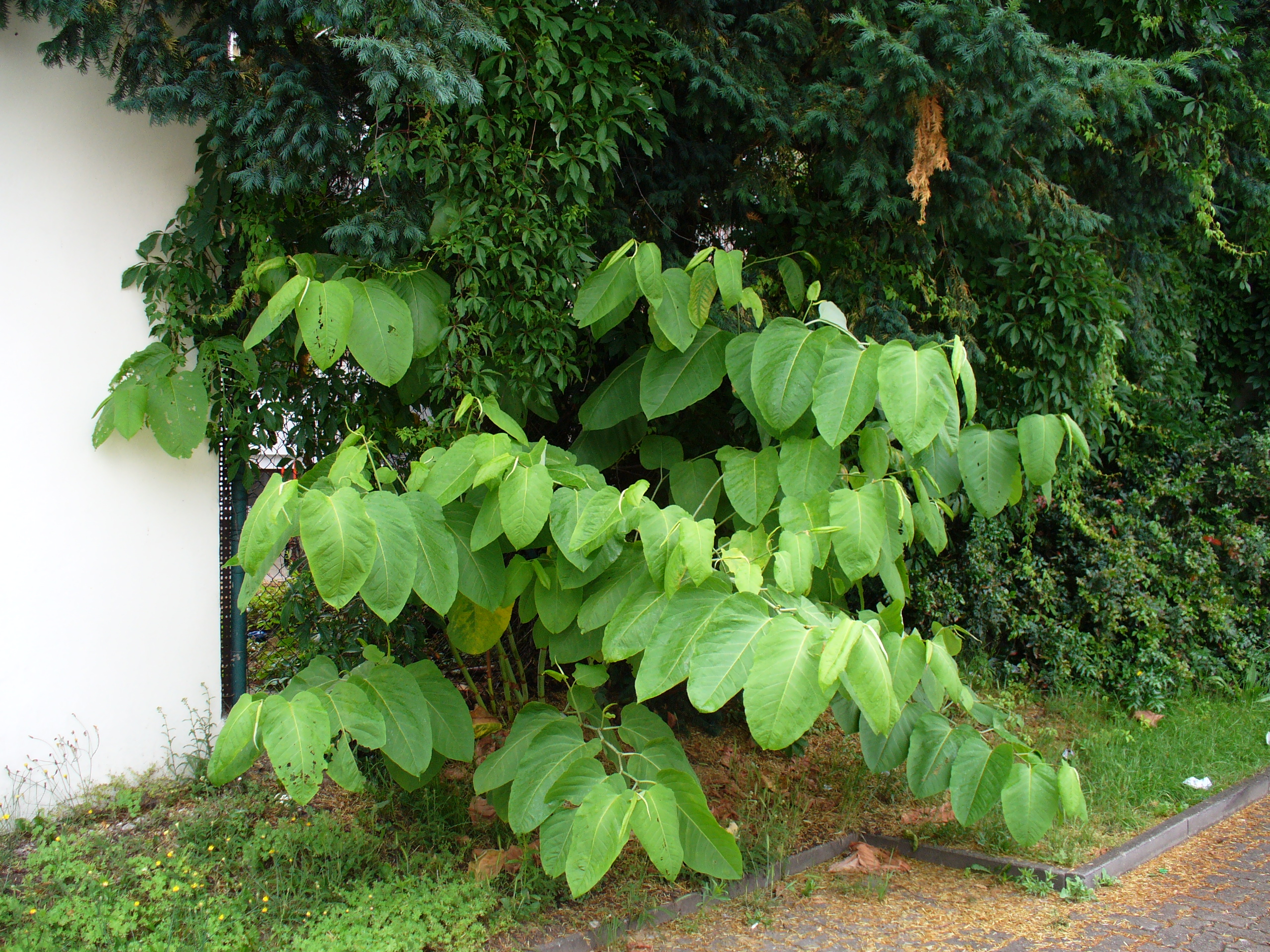
Křídlatka sachalinská

V České republice se vyskytují dva druhy:
- Křídlatka japonská (Reynoutria japonica) Houtt.
- Křídlatka sachalinská (Reynoutria sachalinensis) (F. Schmidt) Nakai

a jeden sterilní hybrid, kříženec obou výše uvedených druhů:
- Křídlatka česká (Reynoutria × bohemica) Chrtek et Chrtková[11]